# Pocola (gmina)
Pocola – gmina w Rumunii, w okręgu Bihor. Obejmuje miejscowości Feneriș, Petrani, Pocola, Poietari i Sânmartin de Beiuș. W 2011 roku liczyła 1571 mieszkańców.